# Neuer Jüdischer Friedhof Prag-Libeň

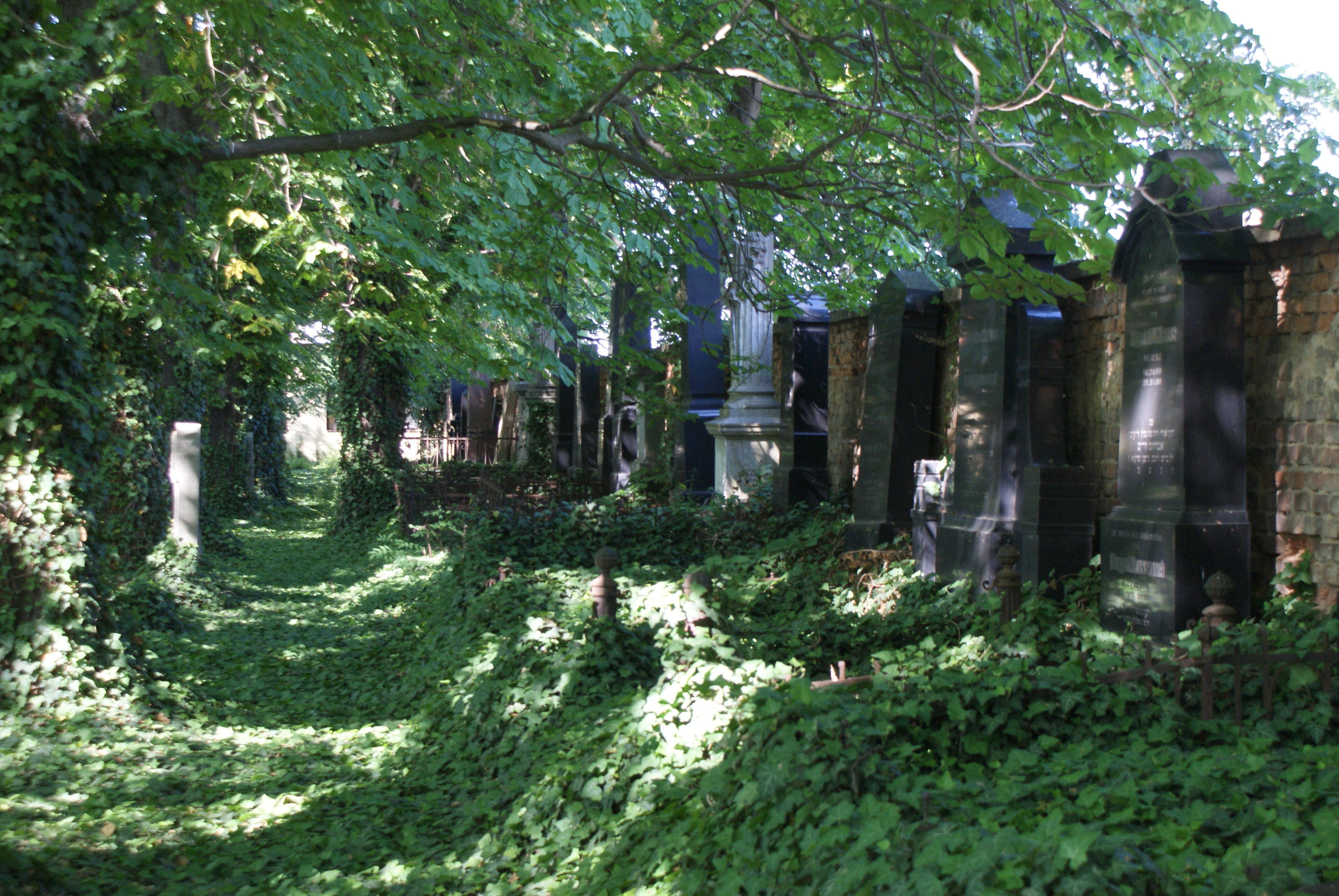
Der neue jüdische Friedhof in Prag-Libeň (2012)

Der Neue jüdische Friedhof Prag-Libeň ist ein Friedhof in Libeň (deutsch Lieben), einem Stadtteil der tschechischen Hauptstadt Prag. Auf dem 4184 m² großen jüdischen Friedhof, der im Jahr 1892 oder 1893 angelegt wurde, befinden sich über 300 Grabsteine. Hier findet sich unter anderem die Grabstätte des Schriftstellers Vojtěch Rakous.